# Phaneracra
Phaneracra is een geslacht van rechtvleugeligen uit de familie sabelsprinkhanen (Tettigoniidae). De wetenschappelijke naam van dit geslacht is voor het eerst geldig gepubliceerd in 1936 door Uvarov.

## Soorten
Het geslacht Phaneracra omvat de volgende soorten:
- Phaneracra bartletti Uvarov, 1936
- Phaneracra uvarovi Ragge, 1970